# Kibosho Okaoni
Kibosho Okaoni (auch Okaoni) ist ein Verwaltungsbezirk (Ward) des Distrikts Moshi in der tansanischen Region Kilimandscharo.

## Geografie
Kibosho Okaoni liegt im Nordosten von Tansania, nördlich der Regionshauptstadt Moshi. Es ist ein schmaler Bezirk am Südhang des Kilimandscharo. Der tiefste Punkt im Süden liegt knapp unter 1200 Meter Meereshöhe, nach Norden steigt das Gebiet bis zur Waldgrenze auf beinahe 4000 Meter an.
Der Bezirk grenzt im Norden an Motamburu Kitendeni im Distrikt Rombo, im Osten an Kibosho Kati, im Süden an Kirima, im Südwesten an Kindi und im Westen an Kibosho Magharibi. Bei der Volkszählung 2022 lebten 9772 Menschen in 2746 Haushalten auf einer Fläche von 37,1 Quadratkilometern.

## Gliederung
Der Bezirk besteht aus sechs Gemeinden (Mtaa) mit 23 Orten (Kitongoji):
| Omarini - Osaki - Monuni - Kiwera - Sinde Ya Mmari - Komboko - Mkumu | Kitandu - Wasa - Kolila - Malanja | Mloe - Mango - Mringeni - Mrinangaoni | Sisamaro - Maro - Kyareni - Sisa | Dakau - Nkonyaku - Dakau Kati - Maembe | Mkomilo - Sawe - Mkoshau - Mkomilo - Sisa - Kinangalo |

## Wirtschaft und Infrastruktur
- Bildung: Im Bezirk gibt es zwei staatliche weiterführende Schulen.[8] Die Okaoni Secondary School und die Mkombole Secondary School bilden Mädchen und Burschen bis zur 4. Stufe aus.[9][10]
- Gesundheit: In Okaoni befindet sich eine staatliche Apotheke.[11]